# Albert II de Namur
Pour les articles homonymes, voir Albert II.
Albert II de Namur, mort vers 1063, est comte de Namur de la mort de son frère, entre 1018 et 1031, jusqu'à sa mort. Il est le fils d'Albert Ier, comte de Namur, et d'Ermengarde de Basse-Lotharingie.

## Biographie
Son frère n'est plus cité après 1018, mais il n'apparaît dans un diplôme qu'en 1031. En 1037, il participe à la lutte contre Eudes II de Blois, comte de Meaux et de Troyes, qui cherche à se créer un royaume entre France et Germanie. En 1046, il prend le parti de l'empereur Henri III en lutte contre Godefroy II, duc de Basse-Lotharingie, et Baudouin V, comte de Flandre. Il fait reconstruire en 1047 l'église Saint-Aubain de Namur et, y fondant un chapitre de chanoines, l'érige en église collégiale.
Les circonstances de sa mort ne sont pas connues. C'est par un diplôme de 1070, daté de la septième année du règne de son fils Albert III, que l'on connaît la date de son décès.

## Mariage et enfants
Entre 1010 et 1015, il épouse Regelinde († ap.1067), fille de Gothelon Ier de Verdun, duc de Basse-Lotharingie et Haute-Lotharingie, et a :
- Albert III (1027 † 1102), comte de Namur ;
- Henri, comte de Durbuy, mort en Palestine en 1097 ;
- Edwige, épouse de Gérard Ier de Lorraine.

## Source
- J. Borgnet, « Albert II », Académie royale de Belgique, Biographie nationale, vol. 1, Bruxelles, 1866 [détail des éditions], p. 196-197.
- Charles Cawley, Medieval Lands, 2006-2010.